# جهان نورمن راکول… رؤیایی آمریکایی
جهان نورمن راکول… رؤیایی آمریکایی (انگلیسی: Norman Rockwell's World... An American Dream) یک فیلم کوتاه در سبک مستند به نویسندگی و کارگردانی رابرت دوبل است که در سال ۱۹۷۲ منتشر شد. این فیلم درباره هنرمند آمریکایی نورمن راکول است. این فیلم در چهل و پنجمین دوره جوایز اسکار (۱۹۷۳) برنده جایزه اسکار بهترین فیلم کوتاه شد. بارکلی به عنوان تهیه‌کننده جایزه را دریافت کرد.